# Umkreissuche
Die Umkreissuche ist eine Option verschiedener Onlinedienste, um die Suchergebnisse auf den Umkreis eines geographischen Standorts einzuschränken. Die Option wird beispielsweise von Anzeigendatenbanken und Online-Auktionen angeboten und basiert meist auf der Postleitzahl.

## Prinzipien der Umkreissuche
Zur Ermittlung des geographischen  Standorts dient häufig die Postleitzahl, da diese Suchenden und Anbietern im Gegensatz zu Geokoordinaten meist bekannt und im Gegensatz zur Postanschrift schnell einzugeben ist. Die Zuordnung einer Postleitzahl zu Geokoordinaten (Längengrad und Breitengrad) geschieht mit Hilfe einer entsprechenden Datenbank oder eines Webservice.
Die aufzufindenden Objekte müssen ebenfalls mit Koordinaten versehen sein. Dies gelingt über die manuelle Eingabe von Länge und Breite oder wie oben mit Hilfe von Datenbank oder Webservice grob über die Postleitzahl oder fein über die komplette Postanschrift. 
Mit Hilfe der Kugelgeometrie kann der kürzeste Weg (die Orthodrome) zwischen Standort und Objektort berechnet werden. Alternativ kann nach denselben Verfahren für alle Postleitzahlen und Objekte eine Entfernungstabelle erzeugt werden. Anhand der ermittelten Entfernungen kann dann entsprechend der Benutzerwünsche gefiltert und sortiert werden.
Eine lückenhafte Möglichkeit basiert auf der Annahme, dass die Nähe zweier Postleitzahlen mit der Übereinstimmung der ersten Ziffern zusammenhängt. Dies ist in vielen Fällen richtig, jedoch unvollständig. So grenzt beispielsweise 95188 an 95180, was durch die Postleitzahl sehr wahrscheinlich ist, beim ebenfalls angrenzenden 07366 ähneln sich die Postleitzahlen jedoch nicht. Das Verfahren wird daher nur selten eingesetzt. Das genaue Verfahren beschreibt ungenaue Umkreissuche.